# Karina Kutz

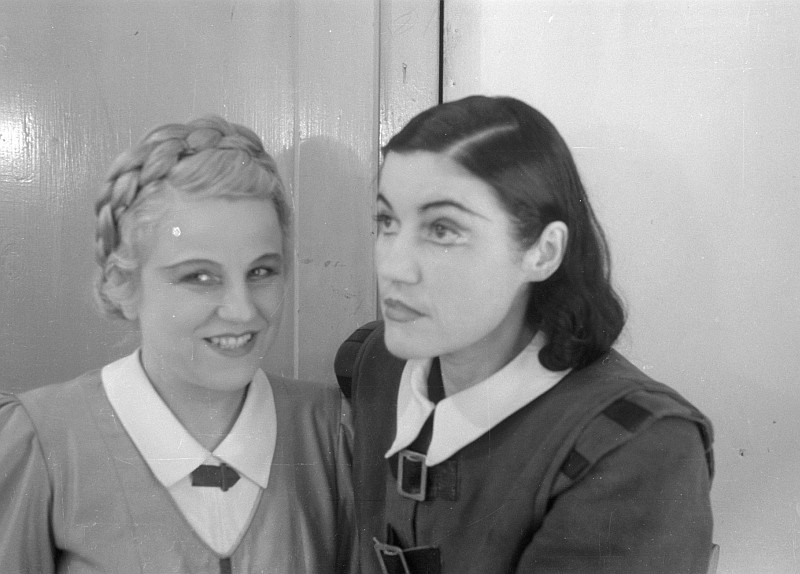
Karina Kutz (rechts) als Leonore mit Irma Beilke (1945)

Karina Kutz (geboren 13. September 1910 in Deutsch-Eylau; gestorben 22. November 1985 in Berlin; eigentlich Hertha Kutz) war eine deutsche Opernsängerin im Stimmfach Sopran.     

## Leben
Karina Kutz studierte Gesang im Studio Pabelick, bei Hedwig Francillo-Kaufmann in Berlin und bei Astolfo Pescini in Rom.
Ihr erstes Engagement und Bühnendebüt war in der Zeit des Nationalsozialismus im Jahr 1934 als „Venus“ im Tannhäuser am Stadttheater Krefeld. 1936 wechselte sie nach Cottbus. Von 1937 bis 
1953 war sie als erste dramatische Sopranistin an der Städtischen Oper Berlin engagiert. Sie sang die großen Sopranrollen „Carmen“, „Leonore“, „Tosca“, „Donna Anna“, „Senta“, „Kundry“ und „Salome“. 
Am 18. Dezember 1948 sang sie bei der Uraufführung der Oper Circe von Werner Egk.
Karina Kutz trat auch als Konzertsopranistin auf. 